# Fernando Savater
Fernando Savater (født 21. juni 1947 i San Sebastián i Baskerlandet) er en spansk filosof, forfatter og oversætter.
Savater studerede filosofi ved Universidad Complutense i Madrid. Han var først ansat som videnskabelig medarbejder ved fakultet for politisk videnskab samt fakultet for filosofi ved Universidad Autónoma i Madrid. I mere end et årti var han professor i etik ved Universidad del País Vasco (i Baskerlandet). Han er nu professor i filosofi ved Universidad Complutense i Madrid.
Savater har siden avisens grundlæggelse skrevet regelmæssigt i El País, og sammen med Javier Pradera er han leder af tidsskriftet Claves para la Razón Práctica.
Han har oversat Diderot, Voltaire og Bataille fra fransk til spansk og desuden udgivet over 30 egne bogværker, bl.a. om Nietzsche, anarkisme, malerkunst og barndom.